# The Night Land
The Night Land, in de Verenigde Staten uitgebracht als The Dream of X, is een sciencefiction-fantasyroman geschreven door William Hope Hodgson uit 1912. De roman was zeer populair onder schrijvers zoals Clark Ashton Smith en H.P. Lovecraft.

## Samenvatting
Het boek begint met het opzetten van het kader waarin een 17e-eeuwse heer, die rouwt om de dood van zijn geliefde, Lady Mirdath, een visioen krijgt van een verre toekomst waarin hun zielen herenigd zullen worden. De focus verschuift echter naar de toekomst, waar de zon is gedoofd en de aarde verlicht wordt door vulkanische gloed. De overgebleven mensheid verzamelt zich in een reusachtige metalen piramide, terwijl ze belegerd worden door onbekende krachten. De verteller onderneemt een gevaarlijke reis om een meisje te vinden met wie hij geestelijk contact heeft, en ontdekt dat zij de reïncarnatie is van zijn vroegere liefde. De roman eindigt niet met het oorspronkelijke kaderverhaal, maar met de terugkeer van het paar en de inauguratie van de verteller in de rangen van hun meest geëerde helden.